# Односи Југославије и Египта
Односи Египта и Југославије били су историјски спољнополитички односи између Египта (и Краљевство Египат 1922–1953. и пост-револуционарна Република Египат/Уједињена Арапска Република) и Југославије (Краљевина Југославија 1918-1941. и Социјалистичка Федеративна Република Југославија 1945–1992). Обе земље су биле оснивачи и истакнути учесници Покрета несврстаних. Иако су у почетку били маргинални, односи између две медитеранске земље су се значајно развили након Совјетско-југословенског раскола 1948. и револуције у Египту 1952. године. Београд је био домаћин Несврстаних на првој конференцији за коју је припремни састанак био одржан у Каиру, док је Каиро био домаћин друге конференције 1964. године. Иако је била критична према одређеним аспектима Споразума из Кемп Дејвида, Југославија је остала главни заговорник египатског реалистичког приступа унутар покрета, и снажно се противила оштрој критици Каира или предлозима који су доводили у питање место земље у покрету.

## Историја

### Други светски рат
Југословенска влада у егзилу је 28. септембра 1943. пребачена у Египат где је остала до 1944. године.
У завршној фази Другог светског рата око 30.000 југословенских избеглица из Далмације под немачком окупацијом нашло је уточиште у египатској пустињи у логору Ел Шат. Логор у Ел Шату био је један од првих дуготрајних подухвата у изградњи партизанске државе (после кратких епизода са Ужичком и Бихаћком републиком). Тамо су основали институције као што су школе, новине, као и нове родне и радне односе и искористили прилику да развију своје односе са западним Савезницима.

### Историја хладног рата
По завршетку Другог светског рата у Југославији нова социјалистичка власт наследила је старо представништво у Каиру од предратне монархије. Односи између две земље били су занемарљиви и трговина је била ограничена скоро искључиво на египатски извоз памука и југословенски извоз дрва. Послератна Југославија је помно пратила спољне односе Совјетског Савеза док је Краљевство Египат формално следило спољне односе Уједињеног Краљевства. Комунистичка партија Југославије покушала је да успостави прве контакте с египатским комунистима и социјалистима и њиховим илегалним организацијама 1946. године. Амбасада Југославије је успоставила контакт са једном комунистичком активисткињом и подржала је у преводу Устава Југославије из 1946. на арапском језику издавши га у 10.000 примерака. Овом акцијом су посебно били задовољни египатски комунисти у Београду. Априла 1947. египатска влада је тражила од југословенског амбасадора да напусти земљу, али је истовремено покушавала да контролише антијугословенску медијску кампању посебно видљиву у листу „Савади” све до 1948. године. Нови југословенски амбасадор је успео да организује да група египатске омладине учествује у омладинској радној акцији у Југославији на прузи Шамац-Сарајево, али су египатски домаћини толерисали ову акцију јер је прошло само неколико месеци од када је последњи амбасадор замољен да напусти земљу.
Ова стратешка ситуација се, међутим, променила, најпре у Југославији 1948. након раскола Тито–Стаљин који је довео до периода Информбироа. Ово је у почетку негативно утицало на већ занемарљиве односе пошто је југословенски представник у Каиру пребегао на просовјетску страну и емигрирао у Москву са значајним делом архиве. Већина египатских комуниста снажно је подржавала став Совјетског Савеза и прекинула скоро све њихове везе са Југославијом. Југославија је ипак могла да настави сарадњу са легалним социјалдемократама и социјалистима у Египту. Односи између две земље у почетку нису побољшани због југословенске подршке Израелу што је резултовало забраном упловљавања југословенским бродовима у египатским лукама. Крајем 1949. и 1950. Хасан Собхи, лидер Социјалистичке партије Египта и аутор Ел Мусавара, посетио је Југославију и по повратку у Египат организовао предавање о југословенском социјализму за 200 студената. Египатска влада је 1950. године званично спречила било какву дистрибуцију југословенских медија у земљи. Нијаз Диздаревић, дипломата из НР Босне и Херцеговине и бивши борац Народноослободилачке војске Југославије, послат је у Египат 1951. да организује и систематизује југословенске напоре у сарадњи са социјалистима и социјалдемократама. Ситуација се, међутим, брзо променила након Египатске револуције 1952. године.

#### Период после 1952.
Након што је Влада Југославије закључила да је нови режим у Каиру прогресиван у својој оријентацији и посвећен антиколонијализму и антиимперијализму у арапском свету, Београд је одлучио да развија своје односе са Египтом као каменом темељцем његове источномедитеранске политике, делом мотивисане намером да спречи било какве неоосманистичке потезе Турске чији је положај ојачао Балкански пактом са Грчком и Југославијом. Године 1953. Алеш Беблер, тадашњи југословенски подсекретар за спољне послове, састао се са Махмудом Фавзијем након чега је обавестио Кочу Поповића да постоје добри изгледи за будуће односе. Савезни секретаријат за спољне послове СФР Југославије одлучио је да ојача односе са Египтом слањем свог истакнутог дипломате и будућег министра иностраних послова Марка Никезића за новог амбасадора у Египту марта 1953. године. Касније те године Председник Југославије Јосип Броз Тито је дао интервју за новине „Ел Гумхурија” што је изазвало значајно интересовање у Египту. По инструкцији Форин офиса, амбасадор Уједињеног Краљевства у Југославији Иво Малет протестовао је против снажног проегипатског става у југословенским медијима током Суецке кризе крајем 1953. године. Велика Британија је била посебно забринута око развоја војне сарадње између две земље, у време када је Лондон увео ембарго на извоз оружја Египту.
Верује се да је Египат 1954. године подржао југословенске напоре да покрене своју војну помоћ Националноослободилачком фронту Алжира тако што је номинално куповао југословенско оружје које је потом пребачено у Алжир. На повратку из Индије, председник Тито и председник Египта Гамал Абдел Насер су се први пут срели 1954. на броду Галебу у Суецком каналу. Југословенска страна је одбацила идеју да председник посети Каиро, наводећи да би посета била непримерено кратка, а заправо је желела да не антагонизује Израел у нади да би Београд могао да помогне у деескалацији израелско-арапског сукоба. Заједно са Индијом, Египат и Југославија су одиграли кључну улогу у успостављању Покрета несврстаних. Састанак југословенског председника Јосипа Броза Тита, индијског премијера Џавахарлала Нехруа и председника Египта Гамала Абдела Насера одржан је на острву Бриони 19. јула 1956. године. Тројица лидера потписала су документ у коме се изражава да: Мир се не може постићи поделом, већ тежњом ка колективној безбедности на глобалном нивоу. Остварено ширењем простора слободе, као и окончањем доминације једне земље над другом." Формални контакти између Југославије и Јединствене египатске комунистичке партије успостављени су тек 1956. године у настојању египатске партије да се дистанцира од совјетске зависности након 20. конгреса КПСС и сарађују са Насером. У фебруару 1958. године делегација исламске заједнице Југославије посетила је Египат где је са универзитетом Ал-Азхар постигла споразум о образовању студената из Југославије. Југословенске власти су више волеле да њени муслимански грађани добијају високо верско образовање у Египту или Алжиру, а не у Саудијској Арабији, али популарност Каира је опадала због перцепције веома захтевног студијског програма који је неке наводио на Универзитет у Багдаду. Матуранти веронауке на Блиском истоку били су суочени са извесном сумњом југословенских власти.
Југословенска народна армија је била једна од 11 националних армија које су дале допринос Снагама Уједињених нација за ванредне ситуације (УНЕФ) након Суецке кризе 1956. године. Године 1957. у мисији је било око 700 југословенских војника. Између 1956. и 1967. укупан број југословенских војника на Синају достигао је 14.265.

#### Шестодневни рат
На почетку Шестодневног рата Југославија је преговарала о евакуацији својих војника преко територије под контролом Израела. Југославија је осудила Израел као агресора и затражила од Уједињених нација да заустави агресију и 13. јуна 1967. одлучио да прекине односе са Тел Авивом. Београд је одлучио да подржи Египат пружањем војне и хуманитарне помоћи што ближе ниво који је затражио египатски амбасадор у Београду, а прва помоћ стиже за 15 дана. Након пораза Египта у рату југословенска страна обезбедила је додатних 7 тона медицинског материјала, 30.000 тона кукуруза, 10.000 тона шећера, 1.000 тона рибе у конзерви, 200 тона млека у праху, 500 тона сира и 500.000 пари ципела. Председник Југославије Тито је чак присуствовао и Конференцији Варшавског пакта 1967. (једини пут када је председник Југославије био присутан што је довело до краткотрајног зближавања које је нагло завршило Инвазија Варшавског пакта на Чехословачку|инвазијом на Чехословачку 1968) у настојању да се земље Источног блока убеде да подрже Египат и Југославију, дозволиле су државама чланицама да користе свој ваздушни простор за испоруку војне помоћи. Коча Поповић је посетио Каиро након окончања непријатељстава, док је Тито посетио Египат у августу 1967. године што је довело до значајне будуће војне сарадње.

## Културна сарадња
Две земље су потписале прву формалну конвенцију о култури 1958. године, док су поједини уметници из Југославије били учесници Александријског бијенала за медитеранске земље од његовог оснивања 1955. године. Изложба југословенске модерне уметности отворена је у Каиру у мају 1960. године, али је због негативних критика даље путовање у Ирак отказано. Каирска Галерија ликовних уметности је била домаћин веома популарне изложбе Савремено југословенско сликарство током Другог самита Покрета несврстаних у граду 1964. године. Галерија „Ехнатон” је била домаћин изложбе Модерни југословенски цртеж и мала пластична дела фебруара 1987. године.

## Списак билатералних државних посета

### Југословенске посете Египту
- 5. фебруар 1955: Јосип Броз Тито[9]
- 24. децембар 1955. – 6. јануар 1956.: Јосип Броз Тито[9]
- 5. децембар 1958: Јосип Броз Тито[9]
- 20-28. фебруар 1959: Јосип Броз Тито[9]
- 17-22. април 1961: Јосип Броз Тито[9]
- 18-19. новембар 1961: Јосип Броз Тито[9]
- 4-14. фебруар 1962: Јосип Броз Тито[9]
- 18-21. фебруар 1962: Јосип Броз Тито[9]
- 5-10. октобар 1964: Јосип Броз Тито[9]
- 15-24. април 1965: Јосип Броз Тито[9]
- 2-7. мај 1966: Јосип Броз Тито[9]
- 8. фебруар 1968: Јосип Броз Тито[9]
- 23-25. фебруар 1970: Јосип Броз Тито[9]
- 13-20. фебруар 1971: Јосип Броз Тито[9]
- 20-21. октобар 1971.: Јосип Броз Тито[9]
- 20-27. јануар 1977: Јосип Броз Тито[9]

### Египатске посете Југославији
- 12-19. јул 1956: Гамал Абдел Насер[9]
- 2-15. јул 1958: Гамал Абдел Насер[9]
- 12. новембар 1959: Абделхаким Амир[9]
- 12-20. јун 1960.: Гамал Абдел Насер[9]
- Јул 1962: Гамал Абдел Насер[9]
- 12-16. мај 1963.: Гамал Абдел Насер[9]
- 1-4. септембар 1965: Гамал Абдел Насер[9]
- 10-12. јул 1968: Гамал Абдел Насер[9]
- 3-4. фебруар 1972: Анвар ел Садат[9]
- 11-12. јануар 1973: Анвар ел Садат[9]
- 28-30-?-1974: Анвар ел Садат[9]
- 29-30. мај 1975: Анвар ел Садат[9]
- 8-10. април 1976: Анвар ел Садат[9]
- Новембар 1977: Анвар ел Садат[9]